# الجمعية المسيحية الإسلامية
الجمعية المسيحية الاسلامية هي منظمة حوار مسيحي إسلامي في ألمانيا. يقع مقر الجمعية في مدينة كولونيا.

## التاريخ والسيرة الذاتية
تأسست الجمعية في عام 1982 باسم "الجمعية المسيحية الإسلامية في شمال الراين وستفاليا". في عام 1989 تم توسيع المنطقة التنظيمية وتم إزالة الإضافة "شمال الراين وستفاليا".
بحسب وصفها لنفسها، تسعى المنظمة إلى أن تكون مكانًا وأداة للقاءات بين المسيحيين والمسلمين . يجب أن يكون هناك ولاء لهويتنا الخاصة والمطالبة بالحق في الحفاظ على هذه الهوية، ولكن في الوقت نفسه يجب أن تكون هناك أيضًا الرغبة في فهم وقبول بعضنا البعض بشكل أفضل في ديننا وثقافتنا وعقليتنا. ينبغي التأكيد على ما هو مشترك بيننا، وينبغي توضيح ما هو مختلف بيننا، إذا أمكن، بطريقة لا يُنظر إليها بعد الآن على أنها مثيرة للانقسام. وفي هذا الصدد، يميز مركز التعايش الديني نفسه عمدًا عن المنظمات متعددة الثقافات التي تستبعد الاختلافات والتشابهات الدينية من عملها.
وترى المنظمة نفسها أيضًا "مدافعًا عن الأقليات" لكل من الأقلية المسلمة في ألمانيا والأقليات المسيحية في البلدان الإسلامية. بالإضافة إلى المسيحيين والمسلمين، يمكن لليهود أيضًا أن يصبحوا أعضاء في المنظمة. رئيسة الجمعية الحالية هي مسلمة تُدعى دنيا إيليمنلر ، والمدير الإداري هو طومس ليمين [الألمانية].
الجمعية عضو مؤسس في المجلس التنسيقي للحوار المسيحي الإسلامي.

## روابط خارجية
- الموقع الإلكتروني للجمعية المسيحية الإسلامية
- المسيحيون والمسلمون